# Miss Go
Miss Go (미쓰 Go?), noto anche con il titolo internazionale Miss Conspirator, è un film del 2012 diretto da Park Chul-kwan.

## Trama
Chun Soo-ro è una timida fumettista affetta da fobia sociale e attacchi di panico, che tuttavia si ritrova improvvisamente con la vita sconvolta: ricercata dalla polizia e accusata di omicidio, cerca di svelare la verità e allo stesso tempo di superare le proprie paure.

## Distribuzione
In Corea del Sud la pellicola ha goduto di una distribuzione nazionale a cura della Next Entertainment World, a partire dal 21 giugno 2012.